# Cubagua
Cubagua est une île de la mer des Caraïbes sous la souveraineté du Venezuela. Elle fait partie de la municipalité de Tubores dans l'État de Nueva Esparta. Située à 9,7 km au  sud-ouest de Margarita et à l'ouest de Coche, avec une superficie approximative de 17 km², elle abrite les ruines de la ville de Nueva Cadiz, la première ville fondée en 1499 par les espagnols sur le territoire du Venezuela et de l'Amérique du Sud. 

## Histoire
Après sa visite par Christophe Colomb lors de son troisième voyage, en 1498, Cubagua a été attribuée en 1501 à Alonso de Ojeda et à Alonso Niño. Elle fut appelée l’« île riche » ou l’« île des perles », et petit à petit, on la vit se couvrir de petites fermes réparties sur toute l'île.
Le 25 décembre 1541, un tremblement de terre a provoqué un tsunami qui dévasta Cubagua, rasant de nombreuses maisons, détruisant la ville naissante de Nueva Cádiz dans sa totalité alors peuplée de 1000 à 1500 habitants, l'eau entraînant les décombres vers la mer.
En 1543, des pirates français arrivèrent sur les ruines de Nueva Cádiz, où se trouvaient encore une dizaine d'habitants : ils laissent la ville ravagée par les flammes et provoquant une fois de plus l'abandon de l'île.
Les ruines de la ville ont été déclarées Monument National du Venezuela en 1979.

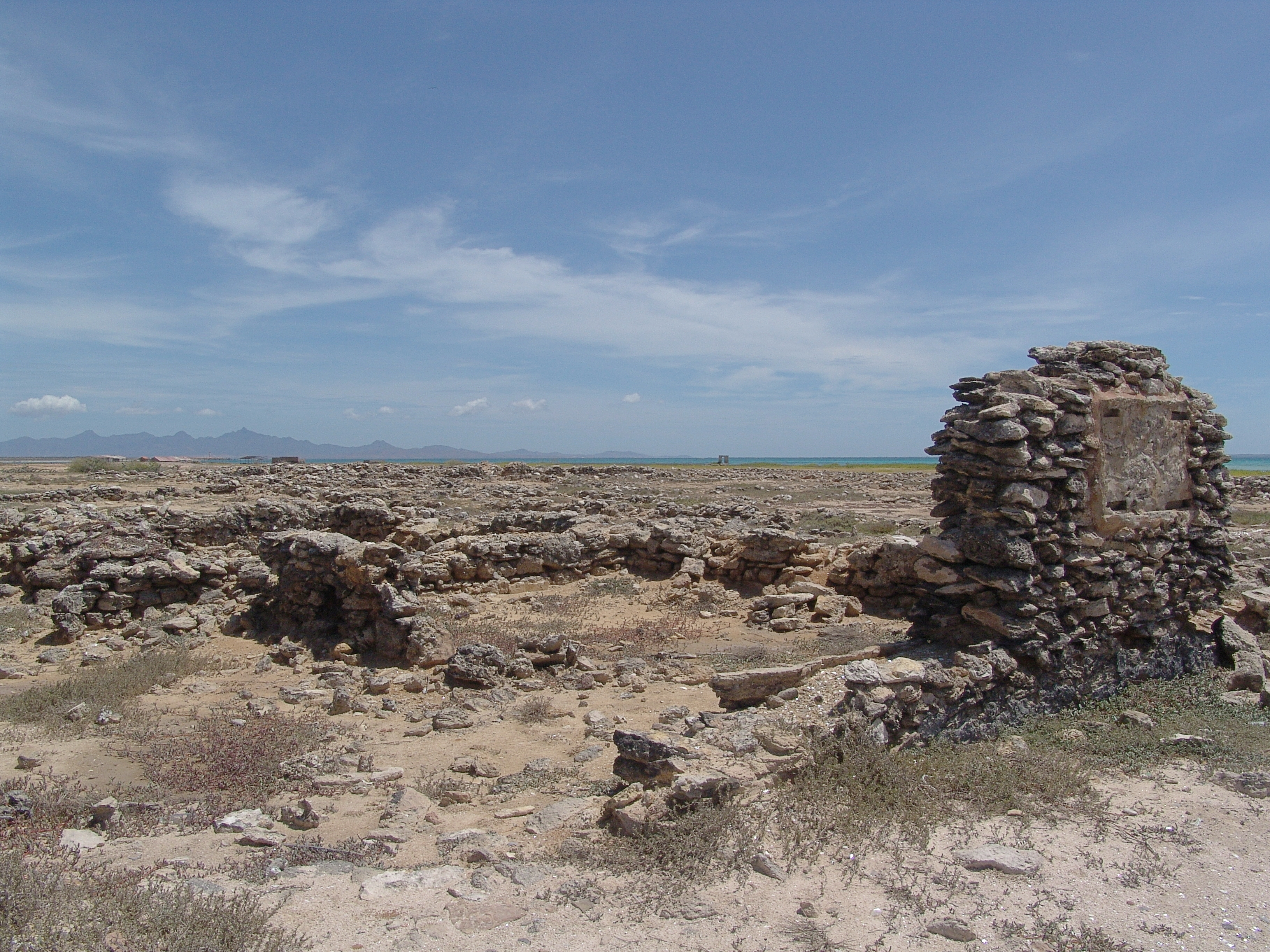
Les ruines de Nueva Cádiz.

## Démographie
Selon un recensement non officiel de la population réalisé par l'Institut du Patrimoine culturel en août 2007, l'île comptait 51 habitants dont 19 enfants.
Des pêcheurs itinérants fréquentent temporairement l'île pendant la saison de pêche.

## Lieux d'intérêt
- Phare de Punta Charagato